# François-Philippe Charpentier
Pour les articles homonymes, voir Charpentier (homonymie).
 (décembre 2015).
Si vous disposez d'ouvrages ou d'articles de référence ou si vous connaissez des sites web de qualité traitant du thème abordé ici, merci de compléter l'article en donnant les références utiles à sa vérifiabilité et en les liant à la section « Notes et références ».
François-Philippe Charpentier, né à Blois le 3 octobre 1734, et mort dans la même ville le 22 juillet 1817, est un inventeur, graveur et mécanicien français.
Il a inventé le procédé de gravure à l'aquatinte.

## Biographie
Fils d'un modeste relieur, François-Philippe Charpentier étudia quelque temps au collège jésuite de Blois avant d'entrer dans un atelier parisien de gravure.
Devenu graveur, il réalisa des compositions originales et des gravures d'interprétation de tableaux et de dessins d'artistes comme Carle Vanloo (Persée et Andromède), le Guerchin (La Décollation de saint Jean-Baptiste) ou encore Greuze.
En 1754, il inventa la gravure en aquatinte en s'inspirant de la gravure au lavis. Malgré les protestations du Suédois Floding, qui en revendiquait la paternité, cette invention lui fut reconnue par l'Académie. Cette technique, qu'il enseigna à l'abbé de Saint-Non et qu'il vendit au comte de Caylus, lui valut le titre de « mécanicien du roi » ainsi qu'un logement au palais du Louvre à Paris.
Il inventa également des machines à scier, à forer les canons de fusil, à graver des dessins pour les fabricants de dentelle, ainsi que de nouveaux systèmes de pompe à feu, d'éclairage et de signaux pour phare.
Lors de la Révolution, il perdit son logement du Louvre avant d'en obtenir un autre aux Gobelins. Il vécut dans la gêne et mourut en 1817 à Blois, au domicile de sa fille aînée, Mme Desparanches.

## Estampes

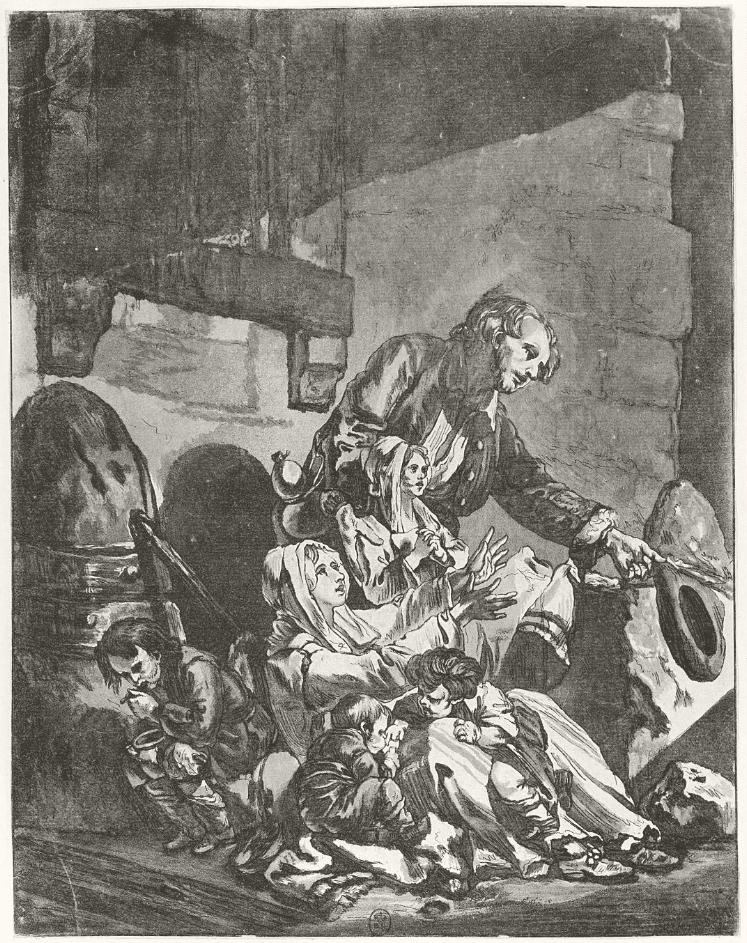
Le Fermier brûlé ou la famille pauvre.

- Paris, département des Estampes et de la Photographie de la Bibliothèque nationale de France : Monument funéraire d'Anne-Marie Martinozzi, grande planche gravée.
- Guerre des farines, Le Fermier brûlé ou la famille pauvre, BnF, département des Estampes et de la Photographie, DC-8 (B)-FOL : représente une famille nombreuse affamée dans la rue, mendiant l'aumône. C'est à la suite de la disette provoquée par la libéralisation du commerce des grains (Turgot, 1774), la flambée du prix du pain et les émeutes contre la spéculation[1].
- Décollation de saint Jean-Baptiste, musée de Grenoble (MG 2022-0-701).